# Chad Barrett
Chad Randall Barrett (* 30. April 1985 in San Diego) ist ein ehemaliger US-amerikanischer Fußballspieler, der meist als Stürmer eingesetzt wurde. Er stand zuletzt bei Real Salt Lake unter Vertrag.

## Karriere

### Jugend und Amateurfußball
Barrett wuchs in San Diego auf. Er spielte zwei Jahre für die Collegemannschaft der UCLA, den UCLA Bruins. Vor seinem dritten Jahr am College entschied er sich dazu, sein Studium abzubrechen und Profifußballer zu werden. Kurz darauf unterzeichnete er einen Generation-Adidas-Vertrag bei der Major League Soccer.

### Vereinskarriere
Barrett wurde am 14. Januar 2005 als dritter Pick in der ersten Runde im MLS SuperDraft 2005 von Chicago Fire gewählt, wo er ziemlich schnell Leistungsträger wurde.
In seinen drei Saisons bei Chicago erzielte er zweimal die meisten Tore seines Teams und wurde einmal zweiter in dieser Statistik. Bereits 2006 gewann er mit Chicago seinen ersten Titel, als das Team den Lamar Hunt U.S. Open Cup gewann.
Am 25. Juli 2008 wechselte er gegen eine unbekannte Ablösesumme, den Erstrunden-Pick beim MLS SuperDraft 2009 und Brian McBride, dessen Transferrechte bei Toronto im Besitz waren, zum Toronto FC.
Am 13. Januar 2011 wechselte er zu Los Angeles Galaxy. Für diese Mannschaft erzielte er am 2. Oktober 2011 sein 50. MLS Tor, welches ihn in die Rangliste der 50 erfolgreichsten Torschützen der MLS platzierte.
Am 30. Juli 2012 wurde Barrett nach Norwegen an Vålerenga Oslo ausgeliehen. Dort konnte er allerdings nicht überzeugen und auch sein Vertrag bei LA Galaxy wurde nicht verlängert. Im MLS Re-Entry Draft 2012 wurde er an vierter Stelle von New England Revolution gewählt, bei denen er kurze Zeit später ein Vertrag unterschrieb.
Bereits nach einer Saison wurde sein Vertrag wieder nicht verlängert und Barrett wurde im MLS Re-Entry Draft 2013 vom Seattle Sounders FC gewählt. Für die Sounders erzielte er im ersten Saisonspiel des Jahres 2014 das 1:0 gegen Sporting Kansas City in der Nachspielzeit.
Zum Beginn der Saison 2016 wechselte Barrett zu den San José Earthquakes, 2017 schloss er sich Real Salt Lake an. Dort kam er nach einer schweren Knieverletzung jedoch nur zu insgesamt drei Ligaeinsätzen und so beendete Barrett im September 2018 nach insgesamt 278 Einsätzen in der Major League Soccer und 58 erzielten Treffern seine aktive Karriere.

### Nationalmannschaft
Barrett lief für mehrere Jugendmannschaften der USA auf, bis er 2003 sein bisher einziges Spiel für die A-Nationalmannschaft der USA absolvierte.

## Erfolge

### Chicago Fire
- Major League Soccer Lamar Hunt U.S. Open Cup (1): 2006

### Toronto FC
- Canadian Championship (2): 2009, 2010

### LA Galaxy
- Major League Soccer MLS Cup (1): 2011
- Major League Soccer Supporter's Shield (1): 2011

### Seattle Sounders FC
- Major League Soccer Supporter's Shield (1): 2014
- Major League Soccer Lamar Hunt U.S. Open Cup (1): 2014